# Léman Express
Il Léman Express (letteralmente: «Espresso del Lemano») è un sistema ferroviario celere internazionale che serve la città svizzera di Ginevra e i suoi dintorni, nella Svizzera occidentale e le Alpi francesi nell'Alta Savoia e nell'Ain.
Al centro del servizio Léman Express c'è il progetto ferroviario CEVA (Cornavin‒Eaux-Vives‒Annemasse) che collega la stazione di Eaux-Vives con la stazione di Cornavin a Ginevra. Questa linea, in gran parte sotterranea, è stata aperta il 15 dicembre 2019. 
Il Léman Express ha segnato l'inizio dei servizi diretti dalla stazione di Ginevra-Cornavin alle città francesi di Évian, Thonon, Annemasse e Annecy, nonché alla popolazione della valle dell'Arve fino a Saint-Gervais-les-Bains.

## Storia
Il servizio ferroviario è stato inaugurato ufficialmente il 12 dicembre 2019 alla presenza della consigliera federale Simonetta Sommaruga, della consigliera di Stato vodese Nuria Gorrite e del consigliere di Stato ginevrino Serge Dal Busco. La ministra dei trasporti francese Elisabeth Borne ha dovuto annullare con breve preavviso la sua partecipazione alla cerimonia di apertura a causa dello sciopero per la prevista riforma delle pensioni in Francia.
Le operazioni regolari sono iniziate il 15 dicembre 2019.

## Linee
La rete, che ha una lunghezza di 230 chilometri con 45 stazioni è servita da 6 linee:
| Linea | Percorso                                                                                       | Lunghezza | fermate | Tempi di percorrenza |
| ----- | ---------------------------------------------------------------------------------------------- | --------- | ------- | -------------------- |
| L1    | Coppet – Genève-Cornavin – Annemasse – Évian-les-Bains                                         | 70 km     | 22      | 83 minuti            |
| L2    | Coppet – Genève-Cornavin – Annemasse (inversione di marcia) – Annecy                           | 70 km     | 22      | 100 minuti           |
| L3    | Coppet – Genève-Cornavin – Annemasse (inversione di marcia) – Saint-Gervais-les-Bains-Le Fayet | 80 km     | 26      | 112 minuti           |
| L4    | Coppet – Genève-Cornavin – Annemasse                                                           | 30 km     | 17      | 46 minuti            |
| L5    | Genève-Cornavin – La Plaine                                                                    | 15 km     | 7       | 17 minuti            |
| L6    | Genève-Cornavin – La Plaine – Bellegarde                                                       | 40 km     | 8       | 35 minuti            |

Oltre alle sei linee del Léman Express, esistono anche le seguenti linee:
- RE Annemasse/Genève-Aéroport – Genève-Cornavin – Lausanne – Vevey (– Saint-Maurice) (SBB)
- TER Bellegarde – Évian-les-Bains/Saint-Gervais-les-Bains-Le Fayet, Annecy – Saint-Gervais-les-Bains-Le Fayet e  Genève-Cornavin – Bellegarde – Lyon/Grenoble – Valence (TER)

Tra Ginevra e Losanna circolano inoltre i seguenti treni a lunga percorrenza delle SBB:
- IC 1 Genève-Aéroport – Bern – Zürich HB – St. Gallen
- IC 5 Genève-Aéroport/Lausanne – Biel/Bienne – Zürich HB ( – Rorschach)
- IR 15 Genève-Aéroport – Lausanne – Bern Luzern
- IR 90 Genève-Aéroport – Lausanne – Brig
- EC  Genève-Cornavin – Lausanne – Brig – Milano Centrale (– Venezia S. L.)

Sulla nuova tratta CEVA, le stazioni della RER pura avranno marciapiedi lunghi 225 metri. Ciò significa che i treni FLIRT a quattro casse, possono circolare in accoppiamento multiplo a tripla trazione offrendo circa 600 posti per treno. Per i treni RegioExpress verranno realizzate banchine di 320 metri, sufficienti per unità KISS a due piani a sei casse, in accoppiamento multiplo a doppia trazione con oltre 1.000 posti.